# 黒本谷古墳
黒本谷古墳（くろもとだにこふん）は、鳥取県八頭郡智頭町智頭にあった古墳。形状は円墳。出土品は智頭町指定有形民俗文化財に指定されている。

## 概要
鳥取県南東部、智頭盆地東部の標高約300メートルの丘陵先端部に築造された小円墳である。1979年（昭和54年）に道路工事の際に発見され、現在ではほぼ消滅している。
墳丘は詳らかでないが、直径10メートル程度の円形と推定される。埋葬施設は片袖式と推定される小型の横穴式石室で、南東方向に開口した。石室のうち玄室は、長さ2.4メートル・幅1.3メートルを測る。石室内の副葬品としては、銅鋺・圭頭大刀をはじめとして、玉・馬具・須恵器などが出土している。特に銅鋺は、丸底・無蓋で、口径22センチメートル・器高5.75センチメートルを測り、鳥取県では谷奥古墳（鳥取市気高町）・上淀廃寺跡（淀江町）に次ぐ例として注目される。また圭頭大刀は、木心金銅覆輪造で、圭頭・刀身・鞘・鞘尻金具を遺存する。
築造時期は、古墳時代後期-終末期の6世紀末-7世紀初頭頃と推定される。小規模古墳ながら、当時先進的な仏教文化の山陰地方への伝達経路・時期を考察するうえで重要視される古墳になる。
出土品は1988年（昭和63年）に智頭町指定有形民俗文化財に指定されている。

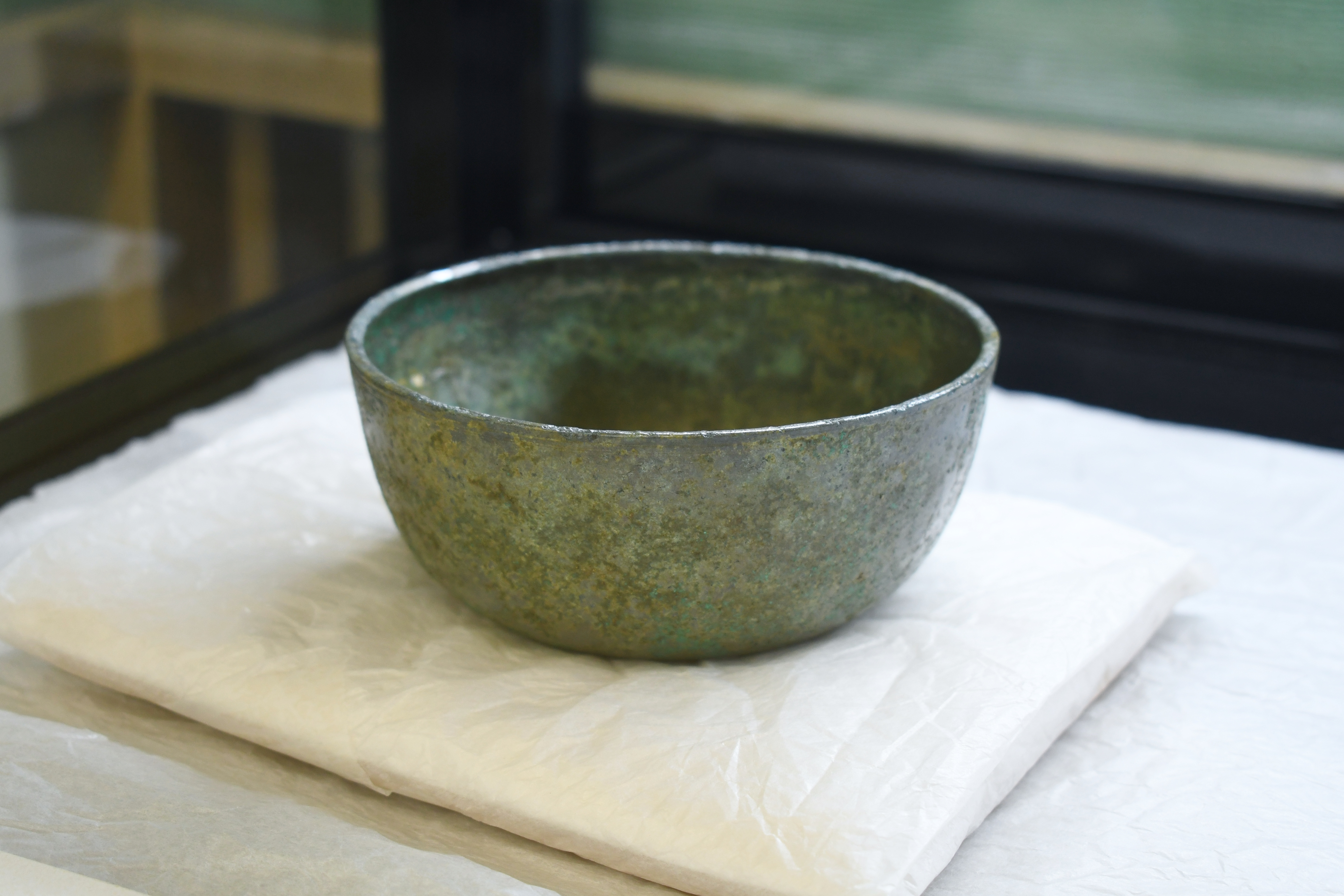
銅鋺
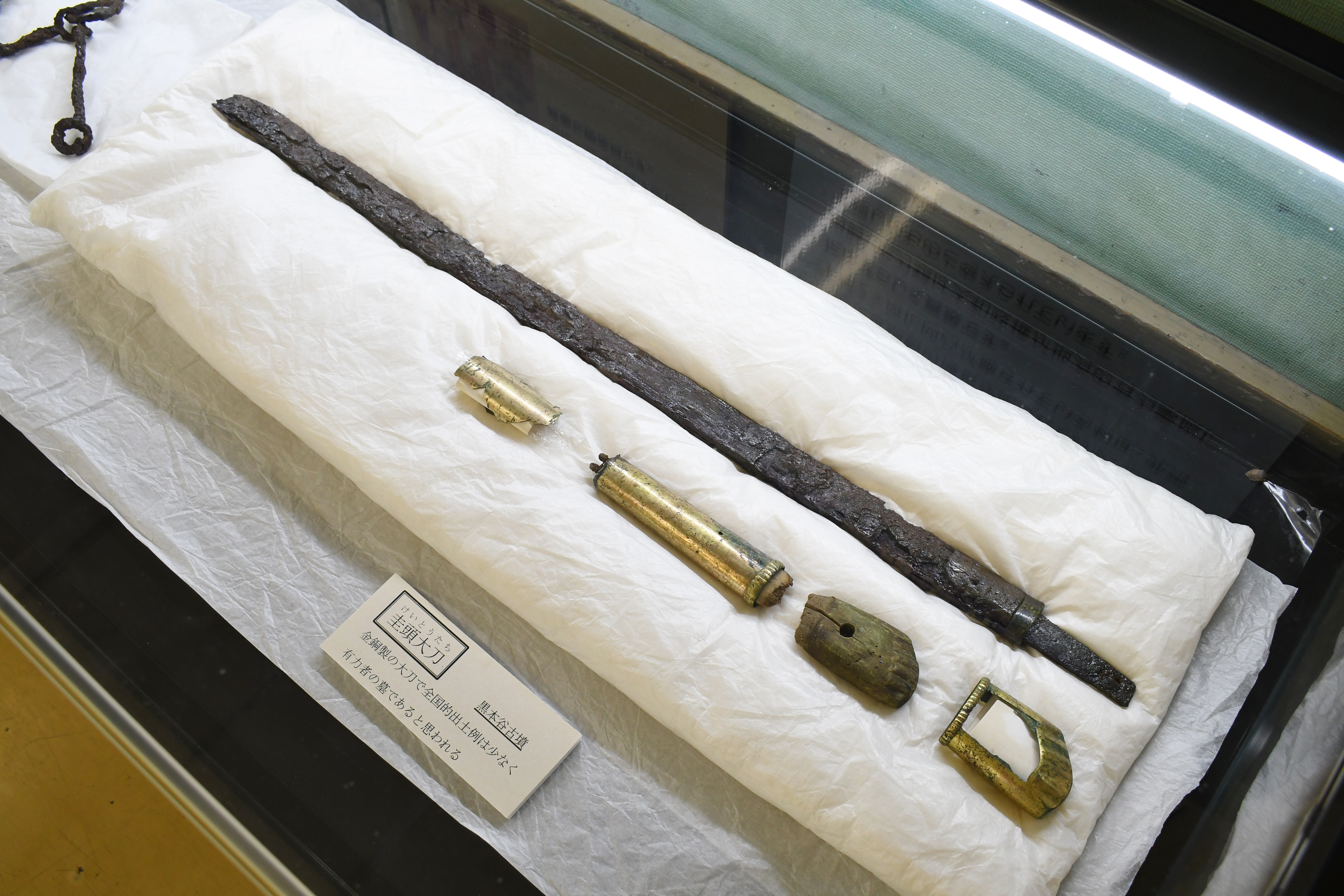
圭頭大刀
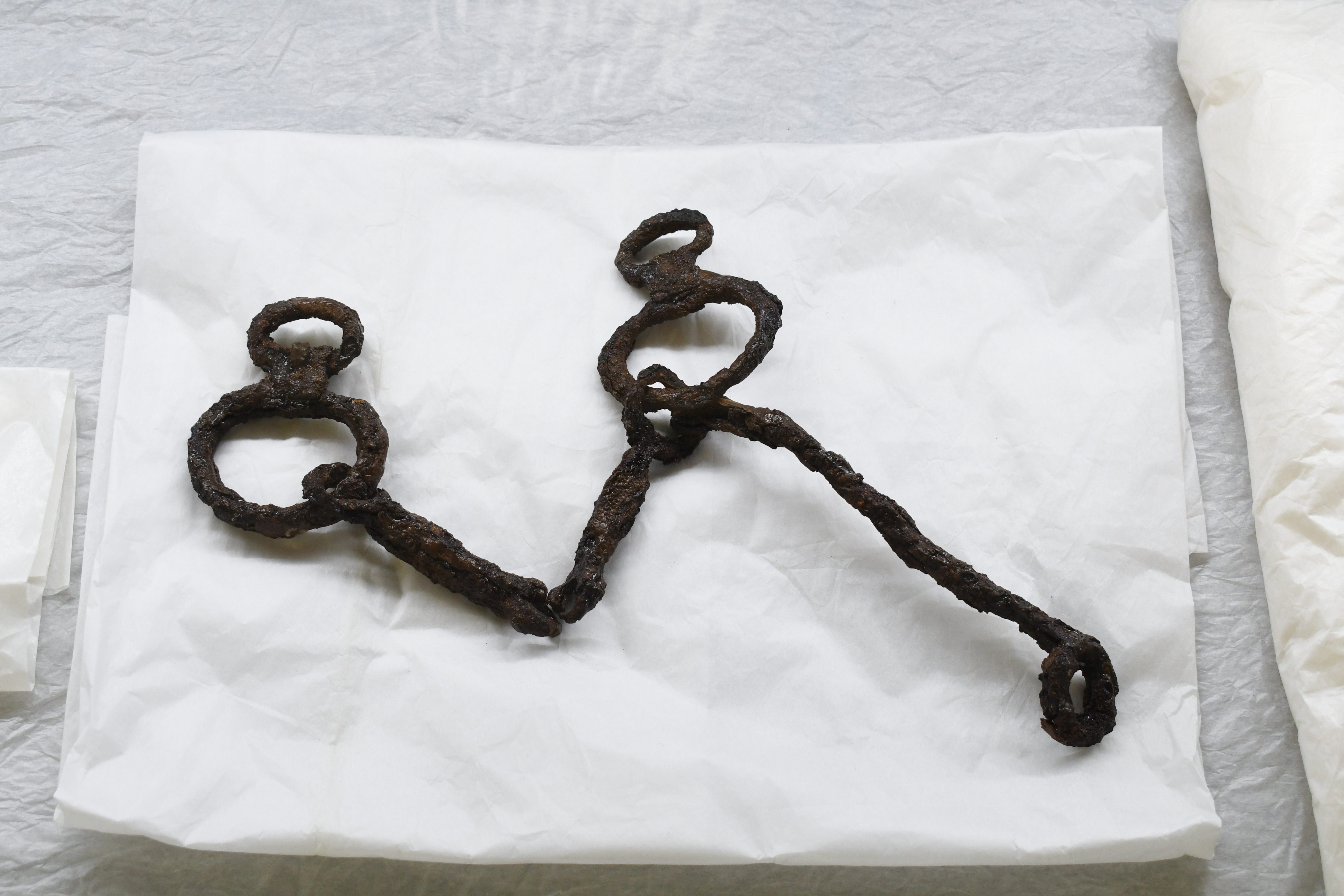
轡

## 文化財

### 智頭町指定文化財
- 有形民俗文化財
  - 黒本谷古墳出土品 - 1988年（昭和63年）1月27日指定[3]。

## 関連施設
- 智頭町埋蔵文化財センター 智頭町歴史資料館（智頭町埴師、旧智頭町立土師小学校内） - 黒本谷古墳の出土品を保管・展示。

## 関連文献
（記事執筆に使用していない関連文献）
- 『中河原古墳・黒本谷古墳発掘調査報告書（智頭町埋蔵文化財調査報告書1）』智頭町教育委員会、1983年。